# اسکار اورتگا
اسکار اورتگا (انگلیسی: Óscar Ortega؛ زادهٔ ۳ مهٔ ۱۹۹۰) بازیکن فوتبال اهل آرژانتین است.